# Trachtenkulturzentrum
Im Trachtenkulturzentrum des Bayerischen Trachtenverbandes im Ortsteil Holzhausen des niederbayerischen Geisenhausen sind die Geschäftsstellen des Bayerischen Trachtenverbandes und der Bayerischen Trachtenjugend, das Trachtenkulturmuseum, ein Depot, das Jugendbildungshaus sowie ein Veranstaltungsstadel zusammengefasst.

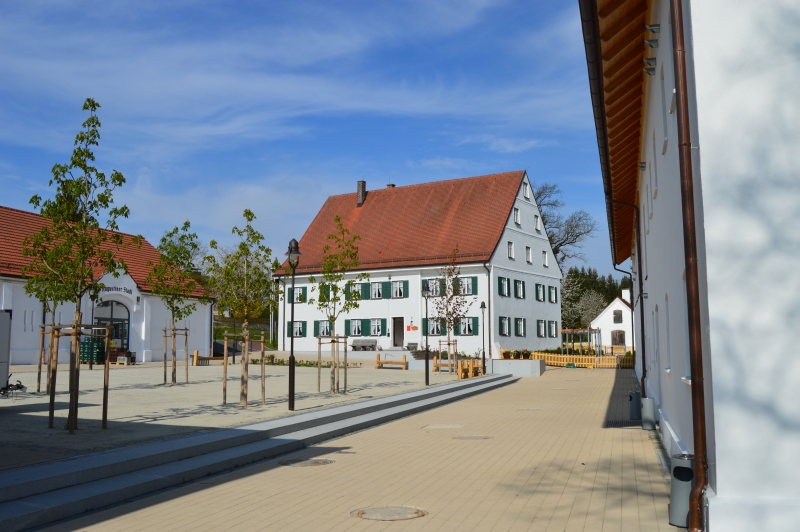
Das ehemalige Pfarrhaus dominiert den Innenhof des Trachtenkulturzentrums. Links der neue Augustiner Stadl. Rechts das Bildungshaus der Bayerischen Trachtenjugend

## Geschäftsstelle im ehemaligen Pfarrhof
In einem Bericht aus dem Jahre 1704 des damaligen Pfarrers Hörandt ist ersichtlich, dass zwei Jahre zuvor Anfang März sein Pfarrhof (Pfarrhaus) zum größten Teil eingefallen sei. Offensichtlich handelte es sich dabei um ein Holzgebäude, in dem die Wohnräume und Stallungen untergebracht waren.
Baurechnungen von 1702 führen an: Der Pfarrhof sei mit Ziegelsteinen „bis auf halben Mann aufgefihrt, zu mehrer versicherung, damit das Holz nit gleich faulen khan“.
- 1826 wird der Pfarrhof vollständig in Stein errichtet und die Küche gewölbt
- 1867 werden die Pfarrgebäude mit Blitzableiter versehen
- 1920 wird im Pfarrhof eine Acetylenbeleuchtung eingebaut
- 1953/54 erfolgte eine große Instandsetzung des Pfarrhofes, der 1967 eine durchgreifende Innenrenovierung folgte
- 1996 verstarb der letzte Pfarrer Ostner des ökonomischen Pfarrhofes
- 2004 wurde das Areal vom Bayerischen Trachtenverband in Erbpacht übernommen
- 2005–2008 wurden Renovierungsarbeiten im Pfarrhof vorgenommen, wobei ca. 7500  Stunden an Eigenleistung erbracht wurden

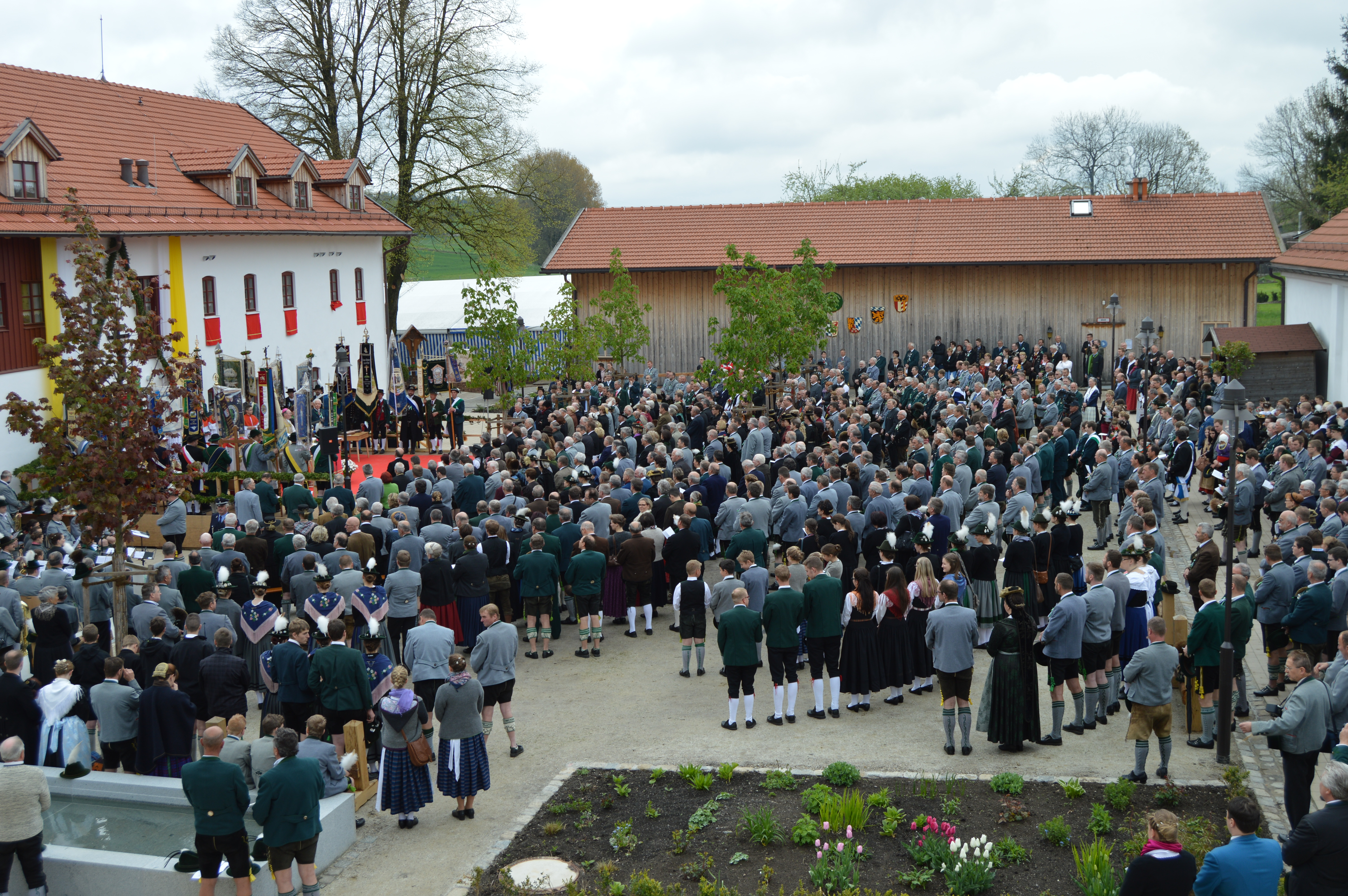
Gottesdienst bei der Eröffnung des Trachtenkulturzentrums am 2. Mai 2015

## Depot/Archiv
Das Depot ist der konservatorische Aufbewahrungsort für die im Trachtenkulturmuseum zu besichtigenden Exponate. Die Zusammenarbeit zwischen Depot und Museum ist ein elementarer Bestandteil für eine optimale und konstruktive Museumsarbeit. Das Depot wurde erbaut, um wichtiges Kulturgut sowie die gesamte Arbeits- und Wirkungsweise des Trachtenverbandes mit seinen 22 Gauverbänden und den über 800 angeschlossenen Trachtenvereinen innerhalb und außerhalb Bayerns zu erhalten und zu dokumentieren. Darunter fällt nicht nur die Trachtenvielfalt Bayerns, welche hier für die nachfolgenden Generationen nach konservatorischen Gesichtspunkten aufbewahrt werden soll. Auch Fahnen mit Zubehör, Schriftgut der Verbände und Vereine, Trachtenzeitungen und Trachtenkalender sowie Presseberichte und Tanzbeschreibungen, Notenmaterial, Liedgut und Laienspiel, werden hier optimal aufbewahrt.
Der am Ostende gelegene Stadel von 1725 wird wegen seines schlechten Bauzustandes 1851 abgebrochen und stattdessen ein neuer Stadel mit Remise errichtet.
Nachdem sich die Pfarrgemeinde des hiesigen Ortes in Absprache mit dem Bayerischen Trachtenverband geeinigt hat, anstelle der alten Remise, im Keller des neuen Depots einen Pfarrgemeindesaal zu errichten, wurde im Januar 2008 mit dem Abbruch des Gebäudes begonnen. Bis zum August waren dann der Aushub und die Betonarbeiten abgeschlossen, so dass von einer Firma die Leimbinder aufgestellt werden konnten.
Am 2. September 2008 begannen dann die Eigenleistungen, welche am 20. November aufgrund der beginnenden kalten Jahreszeit unterbrochen wurden. Das Depotgebäude war soweit auch fertig, lediglich das Verspachteln der Trockenbauwände konnte erst im darauf folgenden Jahr erfolgen. Mit über 4000 Stunden Eigenleistung am und im Gebäude konnte dann 2010 mit der Inneneinrichtung begonnen werden.
Seit 2011 hat das Depot seine Arbeit aufgenommen. Es umfasst mittlerweile ca. 70.000 Exponate.

### Aufbewahrung
Ursprünglich war ein Hochregallager nach dem Vorbild des Bauernhausmuseums in Massing geplant. Seit 2010 ist das Depot des Trachtenkulturmuseums mit zwei klimatisierten Räumen und, Dank der Förderung durch die  Landesstelle für die nichtstaatlichen Museen in Bayern, mit speziellen Archivmöbeln eingerichtet. In den Archivräumen wurde auch auf Fenster verzichtet, um unnötige UV-Strahlungen zu vermeiden. Somit wurde eine optimale Möglichkeit für eine sach- und fachgerechte Aufbewahrung der Exponate geschaffen.

## Jugendbildungshaus
Im ehemaligen Pfarrstall der Holzhauser Pfarrökonomie wird seit 2005 das Jugendbildungshaus der Bayerischen Trachtenjugend gebaut. In Zukunft wird es Platz für bis zu 60 Übernachtungsgäste auf zwei Etagen bieten. Im ersten Obergeschoss bietet das Haus Doppelzimmer mit angeschlossenen Nassräumen zur Nutzung bei kleineren Seminaren an. Das Dachgeschoss wurde im Jugendherbergscharakter ausgebaut. Dort können sich bis zu 36 Jugendliche mit ihren Betreuern in mehreren Einzel- und Mehrbettzimmern aufhalten. Das Erdgeschoss ist mit zwei Seminarräumen und einem großen Speisesaal ausgestattet. Die Küche für das Selbstversorgerhaus befindet sich in einem separaten Anbau und kann von den Gästen selbständig genutzt werden.

### Baugeschichte
- 1725 wurden vermutlich Reparaturarbeiten am Stall vorgenommen
- 1783 wurden nach dem Tod von Pfarrer Horlacher durch den Nachfolger Simon König am Stall weitere Maßnahmen aufgeführt. Um 1825 waren die Stallungen nur „halb gemauert“.
- 1859 wurde der mit Brettern gedeckte Stall komplett eingewölbt
- 1896/97 wurde die Verlängerung des Stalles nach Osten vorgenommen
- 1907 wurde der westliche Teil des Stallgebäudes auf dieselbe Höhe wie 1896/97 der östliche Teil gebracht und mit einem neuen Dachstuhl versehen
- 2005 wurde begonnen, den Innenverputz so weit wie möglich abzuschlagen, damit die Wände besser trocknen konnten
- 2011 begann die Unterfangung des Mauerwerks. Die Bodenplatte wurde eingebracht, nachdem die notwendigen Ver- und Entsorgungsleitungen verlegt waren. Nachdem die Zwischenwände im Sanitär- und Versorgerbereich eingebaut wurden, konnte auch der obere Bereich ausgeräumt, das Rossknechtkammerl abgerissen und der Bretterboden entfernt werden.

## Augustiner Stadl
Die ältesten erhaltenen Gebäudeteile findet man am Veranstaltungsstadel. 1725 ist der Neubau eines Stadels mit Plänen und Baurechnungen belegt. Der Bau wurde weitgehend als Fachwerkbau errichtet und mit Stroh gedeckt. Im Jahr 1851 wurde unter dem damaligen Pfarrer Ott an Stelle des ehemaligen Ochsen- und Schafstalles ein neuer Getreidestadel mit Remise errichtet. In diesem ca. 45 m langen Gebäude wurden alte Bauteile, u. a. die gemauerten Torgewölbe, verbaut.
Bei Übernahme durch den Bayerischen Trachtenverband im Jahre 2004 befand sich der Stadel in sehr schlechtem Zustand: Das Dach war undicht und teilweise eingebrochen. Im Inneren des Stadels wuchsen Holunderstauden. Mit einer Notsicherungsmaßnahme wurde das Dach provisorisch abgedichtet. 2009 begann der Ausbau des Stadels: In Eigenleistung wurden die Vormauerung und die Verlängerung des Gebäudes erstellt, die Schalung und Aufdachdämmung aufgebracht und das Dach eingedeckt. Durch Fachfirmen wurden die Außenmauern unterfangen und die Bodenplatte betoniert.